# Mark Donovan
Mark Jamie Donovan (Penrith, 3 april 1999) is een Brits wielrenner die anno 2023 rijdt voor Q36.5 Pro Cycling Team.

## Carrière
Donovan won in 2017 het eindklassement van Aubel-Thimister-La Gleize en de Ronde van Basilicata, twee internationale rittenkoersen voor junioren. 
In 2018 won hij de tweede etappe van de Ronde van de Aostavallei. Aan het einde van dat jaar mocht hij stage lopen bij Team Sky.
In 2020 maakte hij de overstap naar Team Sunweb, waardoor hij in de UCI World Tour reed. In 2023 stapte hij over naar het Zwitserse Q36.5 Pro Cycling Team.

## Palmares
2017
Bergklassement Internationale Junioren Driedaagse
2e etappe A Aubel-Thimister-La Gleize, ploegentijdrit
Eindklassement Aubel-Thimister-La Gleize
3e etappe Ronde van Basilicata
Eind- en puntenklassement Ronde van Basilicata
2018
2e etappe Ronde van de Aostavallei
2023
Eindklassement Sibiu Cycling Tour

## Resultaten in voornaamste wedstrijden
| Jaar | Ronde van Italië | Ronde van Frankrijk | Ronde van Spanje |
| ---- | ---------------- | ------------------- | ---------------- |
| 2020 |                  |                     | 48e              |
| 2021 |                  | 45e                 |                  |
| 2022 |                  |                     | opgave           |
| 2023 |                  |                     |                  |
| 2024 |                  |                     |                  |
| 2025 | 55e              |                     |                  |

| Jaar | Milaan-San Remo | Gent-Wevelgem | Amstel Gold Race | Luik-Bast.‑Luik | Ronde van Lombardije | Waalse Pijl | Clásica San Sebastián |  | WK op de weg |
| ---- | --------------- | ------------- | ---------------- | --------------- | -------------------- | ----------- | --------------------- |  | ------------ |
| 2020 |                 | opgave        |                  | 80e             |                      | 89e         |                       |  |              |
| 2021 |                 |               | 116e             | 38e             | 89e                  | 54e         |                       |  |              |
| 2022 |                 |               | opgave           | 104e            | 72e                  |             | 34e                   |  |              |
| 2023 | 70e             |               |                  |                 | 72e                  |             |                       |  |              |
| 2024 |                 |               | 49e              |                 |                      | opgave      |                       |  | opgave       |
| 2025 | 105e            |               | opgave           | opgave          |                      | 77e         |                       |  |              |

## Ploegen
- 2018 –  Team Wiggins
- 2018 –  Team Sky (stagiair vanaf 1-8)
- 2019 –  Wiggins Le Col
- 2020 –  Team Sunweb
- 2021 –  Team DSM
- 2022 –  Team DSM
- 2023 –  Q36.5 Pro Cycling Team
- 2024 –  Q36.5 Pro Cycling Team
- 2025 –  Q36.5 Pro Cycling Team

Arensman (vanaf 1 juli) · Arndt · Benoot · Bol · Dainese · Denz · Donovan · Eekhoff · Gall · Haga · Hamilton · Hindley · Hirschi · Kanter · Kelderman · A. Kragh Andersen · S. Kragh Andersen · Matthews · Nieuwenhuis · Oomen · Pedersen · Power · Roche · Salmon · Storer · Stork · Sütterlin · Tusveld · Van Wilder · Vermaerke (stagiair)
Arensman · Arndt · Bardet · Benoot · Bol · Brenner · Combaud · Dainese · Denz · Donovan · Eekhoff · Gall · Haga · Hamilton · Hindley · Kanter · A. Kragh Andersen · S. Kragh Andersen · Leknessund · Markl · Nieuwenhuis · Pedersen · Roche · Salmon · Storer · Stork · Sütterlin · Tusveld · Vermaerke · Van Wilder
Arensman · Arndt · Bardet · Bittner (vanaf 1/8) · Bol · Brenner · Combaud · Dainese · Degenkolb · Denz · Donovan · Eekhoff · Hamilton · Heinschke · Hvideberg · A. Kragh Andersen · S. Kragh Andersen · Leknessund · Markl · Mayrhofer · Naberman · Nieuwenhuis · Pedersen · Rodenberg · Stork · Tusveld · van Uden (vanaf 1/8) · Vandenabeele · Vermaerke · Welsford
Abreha · Badilatti · Bauer · Brambilla · Calzoni · Camprubi · Christen · Colombo · Conca · Davis · Devriendt · Donovan · Fedeli · Hagen · Howson · Ludvigsson · Małecki · Monk · Moschetti · Parisini · Puppio · Rosskopf · Sajnok · Zukowsky · Novák (stagiair)
Abreha · Azparren · Badilatti · Brambilla · Calzoni · Camprubi · Christen · Colombo (vanaf 1/8) · Conca · de la Cruz · Devriendt · Donovan · Fancellu · Frison · Hagen · Howson · Ludvigsson · Małecki · Monk · Moschetti · Nizzolo · Parisini · Rosskopf · Sajnok · Steimle · Townsend · Whelan · Zukowsky · Krijnsen (stagiair) · Sommer (stagiair)